# ドロップ・タワー

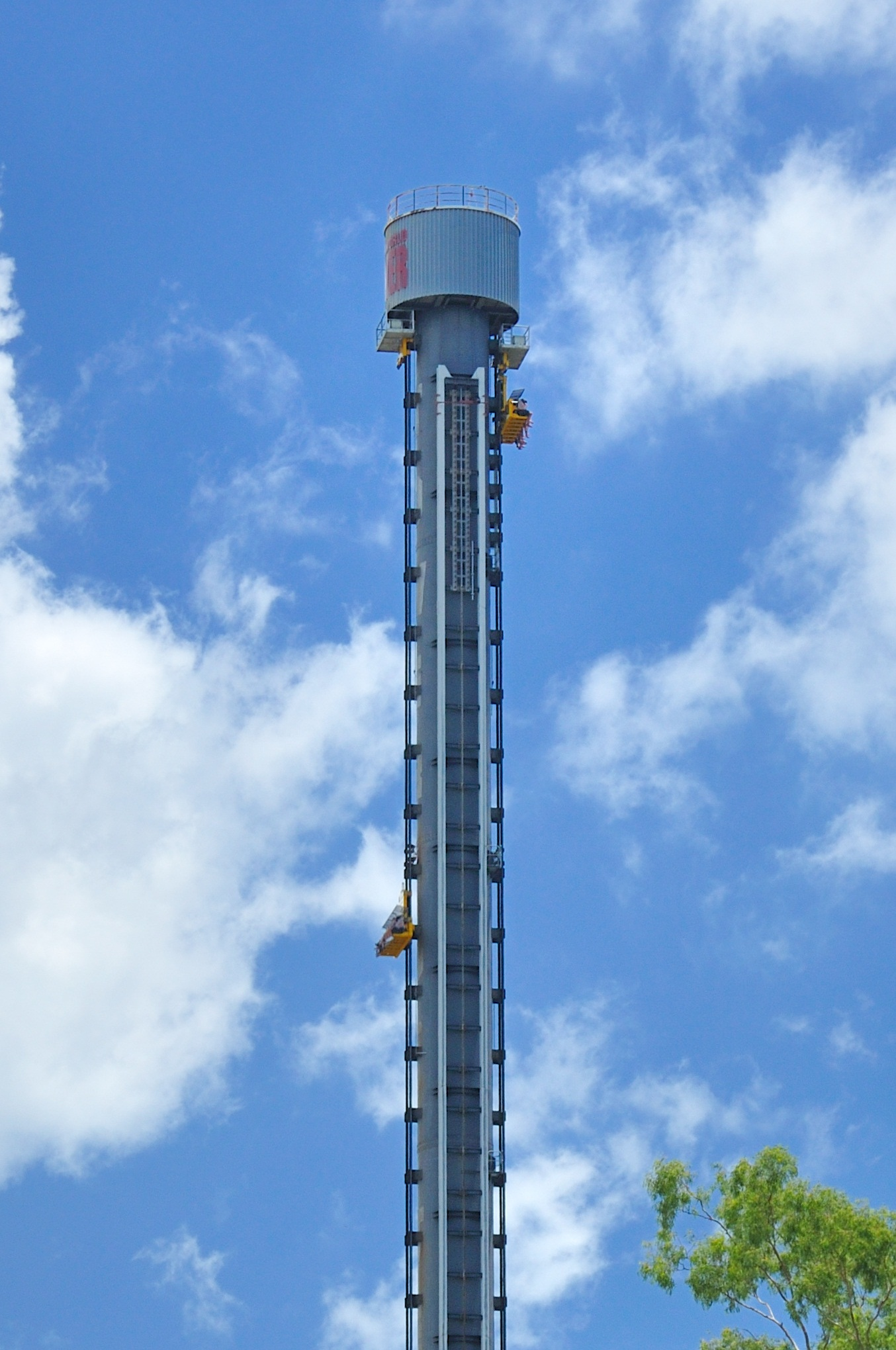
ドリームワールドにあるThe Giant Drop

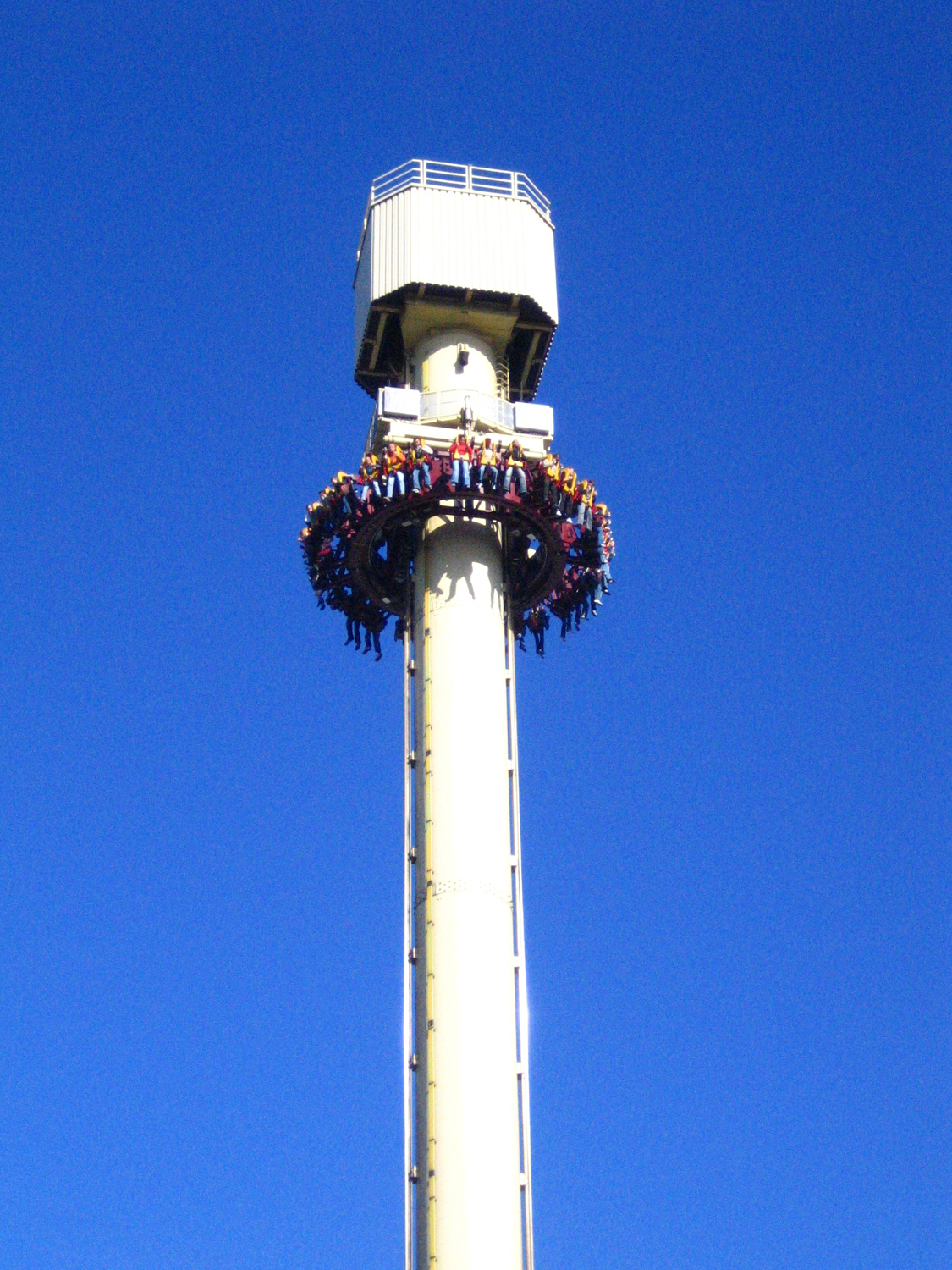
Movie Park GermanyにあるThe High Fall

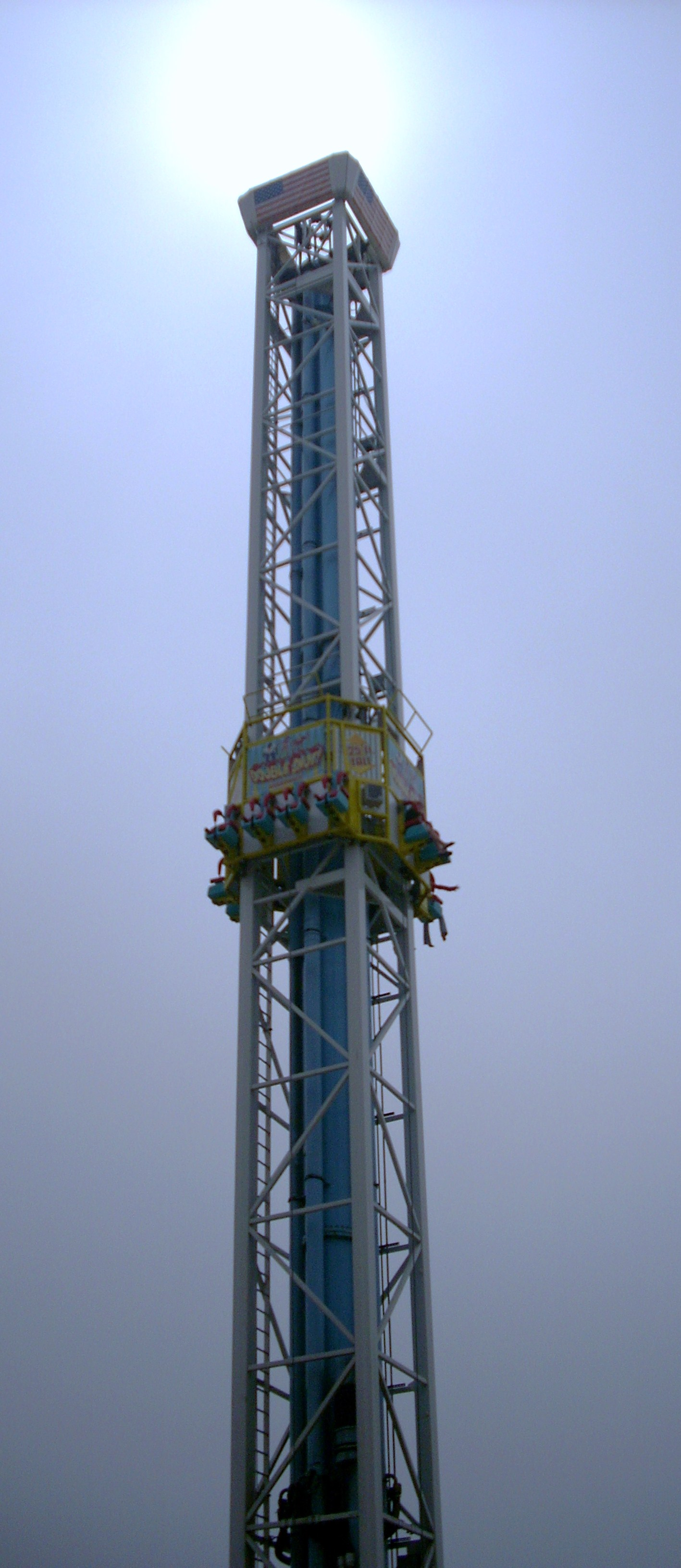
Santa Cruz Beach Boardwalkにある"Double Shot"という名前のドロップ・タワー

ドロップ・タワー（英: drop tower）もしくはビッグドロップ（英: big drop）は中央構造またはタワーを組み入れたアトラクションの一種。高さ、乗客定員、リフトのタイプ、ブレーキのタイプはものにより異なる。大量生産される設計もいくつかあるが、多くは特注である。乗客は最初に自由落下を経て、その後急激に重い減速を経験する。
ほとんどのドロップ・タワーでは、乗客が乗るゴンドラは巨大な垂直構造の天辺に上がり、その後解放されて自由落下する。ゴンドラが地面に近づくにつれブレーキが作動し、減速する。これに加え、止まる前に跳ねるものやゴンドラが回転するといったものもある。
タワーの性質により大きく異なるものの、ほとんどのドロップ・タワーで子供の身長制限があり、たとえば9 mのタワーでは95 cm、35 ｍのタワーでは130 cmである。
落ちるにしたがってゴンドラを推進させ、乗客よりも速いスピードに加速することで、乗客は席から持ち上がる感覚を楽しむことができる。

## 設計
大量生産のものは以下の通り
- FlightLine Free Fall Ride[3]
- ダブルショット（air-powered blast up twice）
- スペースショット（air-powered blast up）
- スーパーショット
- ターボドロップ（air-powered blast down）
- インタミンドロップタワー
- Flash Tower（Zamperla shot'n'drop tower）
- Z-Force（Zamperla shot'n'drop tower）
- Hurakan Condor（multi-ride with variants）

## 主なドロップ・タワー

### 高い垂直ドロップ・タワー
| 順位 | 名前                     | 遊園地                                       | 場所                                                       | 落下高さ            | 建物の高さ          | 製造元            | 記録保持期間           |
| ---- | ------------------------ | -------------------------------------------- | ---------------------------------------------------------- | ------------------- | ------------------- | ----------------- | ---------------------- |
| 1.   | Zumanjaro: Drop of Doom  | シックスフラッグス・グレート・アドベンチャー | アメリカ合衆国、ニュージャージー州ジャクソン・タウンシップ | 415フィート (126 m) | 456フィート (139 m) | インタミン        | 2014年7月 – 現在       |
| 2.   | Lex Luthor: Drop of Doom | シックス・フラッグス・マジック・マウンテン   | アメリカ合衆国、カリフォルニア州バレンシア                 | 400フィート (120 m) | 415フィート (126 m) | インタミン        | 2012年7月 - 2014年7月  |
| 3.   | The Giant Drop           | ドリームワールド                             | オーストラリア、クイーンズランド州クーメラ                 | 377フィート (115 m) | 390フィート (120 m) | インタミン        | 1998年12月 - 2012年7月 |
| 4.   | ブルーフォール           | 八景島シーパラダイス                         | 日本神奈川県横浜                                           | 328フィート (100 m) | 351フィート (107 m) | インタミン        | N/A                    |
| 4.   | Le Donjon de l'extrême   | ニグロランド                                 | フランス、ドランクール                                     | 328フィート (100 m) | 300フィート (91 m)  | ファンタイム      | N/A                    |
| 4.   | La Venganza del Enigma   | パルケ・ワーナー・マドリード                 | スペイン、マドリード                                       | 328フィート (100 m) | 377フィート (115 m) | S&Sワールドワイド | N/A                    |
| 5.   | Falcon's Fury            | ブッシュ・ガーデン・タンパベイ               | アメリカ合衆国、フロリダ州タンパベイ                       | 310フィート (94 m)  | 335フィート (102 m) | インタミン        | N/A                    |
| 6.   | AtmosFear                | リセベリ                                     | スウェーデン、ヨーテボリ                                   | 300フィート (91 m)  | 381フィート (116 m) | インタミン        | N/A                    |
| 6.   | Sky Screamer             | マリンランド                                 | カナダ、オンタリオ州                                       | 300フィート (91 m)  | 450フィート (140 m) | S&Sワールドワイド | N/A                    |
| 7.   | Hurakan Condor           | ポートアベンチュラ・パーク                   | スペイン、カタルーニャ州サロウ                             | 283フィート (86 m)  | 330フィート (100 m) | インタミン        | N/A                    |
| 8.   | Drop Tower               | キングスドミニオン                           | アメリカ合衆国、バージニア州ドスウェル                     | 272フィート (83 m)  | 305フィート (93 m)  | インタミン        | N/A                    |
| 9.   | Drop Tower               | キングスアイランド                           | アメリカ合衆国、オハイオ州メイソン                         | 264フィート (80 m)  | 315フィート (96 m)  | インタミン        | N/A                    |
| 9.   | Big Tower                | ベット・カレーロ・ワールド                   | ブラジル、サンタ・カタリーナ州ペニャ                       | 264フィート (80 m)  | 328フィート (100 m) | インタミン        | N/A                    |
| 10.  | Fritt Fall               | グローナルンド遊園地                         | スウェーデン、ストックホルム                               | 262フィート (80 m)  | 328フィート (100 m) | インタミン        | N/A                    |

### 他の有名な例
- ストラトスフィアのてっぺんにあるBig Shot。到達する1,081フィート (329 m)は世界で最も高い場所にあるドロップ・タワーである。 160フィート (49 m)落ち、最も下の高度は地面から921フィート (281 m)である。
- Space Probe（オーストラリアのWonderland Sydney）
- The Cliff Hanger（Cliffs Amusement park）
- Drop Tower（5つのCedar Fair parks）
- Oh-Zone!（Lake Winnepesaukah）
- Super Shot（Midwayでよく見つけることができる）
- Volcanic Eruption（Fantasy Island, Skegness）
- Apocalypse（Drayton Manor）
- Detonator（Thorpe Park）
- Tango Ice Blast（プレジャー・ビーチ・ブラックプール）
- Drop Zone（Alabama Splash Adventure）
- Atmosfear（Morey's Piers, Wildwood, New Jersey）
- トワイライトゾーン・タワー・オブ・テラー（複数のディズニーパーク）
- Scream!（Six Flags Fiesta TexasとSix Flags New England）
- Dominator（Dorney Park & Wildwater Kingdom）
- EKstreme（フィリピン、ラグナ州にあるEnchanted Kingdom）
- Supreme Scream（ナッツベリーファーム）
- Doctor Doom's FearFall（アイランズ・オブ・アドベンチャー）
- The High Fall（Movie Park Germany）
- Drop Dead（ロンドン・ダンジョン）
- Det gyldne tårn（チボリ公園）[4]
- UFO Adventures（九族文化村）
- Acrophobia（Six Flags Over Georgia）
- Gyro Drop（ロッテワールド）
- ガーディアンズ・オブ・ギャラクシー - ミッション:ブレイクアウト!（ディズニー・カリフォルニア・アドベンチャー）

## 怪我や事故
- Six Flags Kentucky Kingdomでの事故の後、全てのタワーが閉鎖され、Carowindsのモデルはケーブルが「伸びている」ことが見つかった[5]。
- 2012年2月24日、14歳のGabriella Yukari Nichimuraがブラジルサンパウロ州ヴィニェード（英語版）にあるHopi Hariでの事故で死亡した。ドロップ・タワーのLa Tour Eiffelから落下し頭蓋骨に外傷を負い、病院への搬送中に死亡した。地元警察は事故を調査した。最初の調査では、拘束するためのラッチの機械的な故障が示唆された[6]。